# Musikjahr 1878
Liste der Musikjahre

◄◄ | ◄ | 1874 | 1875 | 1876 | 1877 | Musikjahr 1878 | 1879 | 1880 | 1881 | 1882 | ► | ►►

Weitere Ereignisse
Dieser Artikel behandelt das Musikjahr 1878.

## Ereignisse
- 02. Februar: Das von Gottfried Semper entworfene Neue Hoftheater in Dresden wird eingeweiht.
- 19. Februar: Thomas Alva Edison lässt den Phonographen patentieren.
- In einem Gedichtband veröffentlicht Karl Ströse das Frühlingslied Nun will der Lenz uns grüßen.
- Die Gründer des kanadischen Orgelbauunternehmens Casavant Frères, die Brüder Joseph-Claver (1855–1933) und Samuel-Marie Casavant (1859–1929), gehen nach Frankreich um in Versailles bei den Orgelbauern E. et J. Abbey, den Söhnen von John Abbey, Edwin Eugéne (1840–1895) und John Albert (1843–1940), und Aristide Cavaillé-Coll zu lernen.

### Instrumentalmusik
- Anton Bruckner: endgültige Version der 5. Sinfonie fertiggestellt
- Alfredo Catalani: Scherzo A-Dur; Drei Klavierwalzer: Aspirazione, Le Rouet, Se tu sapessi
- Antonín Dvořák: Klavierkonzert g.moll op. 33, Uraufführung am 2. März in Prag; Slawische Rhapsodie D-Dur op. 45; Slawische Tänze op. 46; Bagatellen für 2 Violinen, Violoncello und Harmonium (Klavier) op. 47;  Sextett A-Dur op. 48 op. 48; Serenade für Blasinstrumente op. 44; Capriccio für Violine und Klavier
- Karl Goldmark: Klavierquintett B-Dur op. 30
- Édouard Lalo: Cellokonzert d-moll
- Nikolaj Rimski-Korsakow:,Konzertstück in Es-Dur für Klarinette und Blasorchester (Allegro moderato – Andante – Allegro moderato) (1878)
- Pjotr Iljitsch Tschaikowski: Valse-Scherzo C-Dur für Violine und Orchester op. 34;  Violinkonzert op. 35; 4. Sinfonie f-moll op. 36, Uraufführung am 22. Februar in Moskau; Drei Stücke für Violine und Klavier op. 42; Große Sonate G-Dur op. 37; Kinderalbum op. 39; Zwölf Stücke op. 40; Sechs Romanzen op. 38; Hymn of the Cherubim für gemischten Chor
- Charles-Marie Widor: Concerto pour violoncelle et orchestre op. 41

### Vokalmusik
- Johannes Brahms: Zwei Motetten op. 74
- Anton Bruckner: Motette Tota pulchra es, WAB 46; Hochzeitslied Zur Vermählungsfeier, WAB 54; weltliches Chorwerk Abendzauber, WAB 57
- Alfredo Catalani: Chanson groënlandaise (Text: Jules Verne); L'Odalisque (Text: T. Moore)

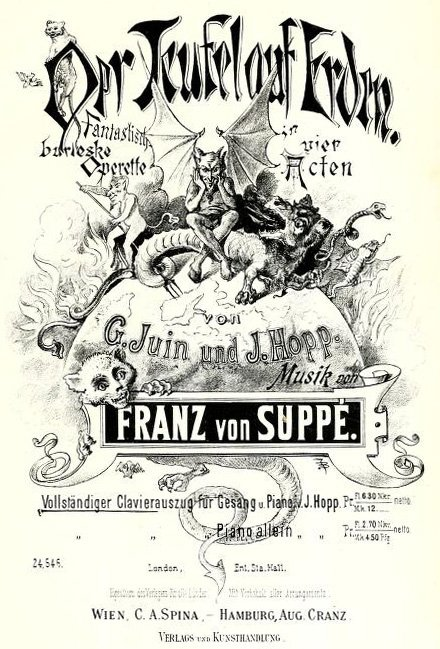
Franz von Suppè – Der Teufel auf Erden – Klavierauszug

### Musiktheater
- 05. Januar: Der Teufel auf Erden, eine Operette in vier Akten von Franz von Suppè auf das Libretto von Karl Juin und Julius Hopp wird am Carltheater in Wien uraufgeführt.
- 23. März: Am Theater an der Wien in Wien wird Karl Millöckers Operette Das verwunschene Schloss uraufgeführt. Das Libretto stammt von Alois Berla. Die Figur des Andredl verkörpert Alexander Girardi, dem der Komponist seine Operette gewidmet hat.
- 28. März: Uraufführung der Oper Iwein von August Klughardt in Neustrelitz
- 25. Mai: Die komische Oper H.M.S. Pinafore; or, The Lass that Loved a Sailor des Komponisten Arthur Sullivan und des Librettisten William Schwenck Gilbert, bekannt als Gilbert und Sullivan, hat an der Opera Comique in London ihre Uraufführung. Das Werk erreicht 571 Aufführungen in Serie.
- 18. September: Die Oper Tajemství (Das Geheimnis) von Bedřich Smetana auf das Libretto von Eliška Krásnohorská wird am Nové České Divadlo in Prag uraufgeführt.
- 18. Dezember: Uraufführung der Operette Blinde Kuh von Johann Strauss (Sohn) im Theater an der Wien in Wien.
- 19. Dezember: Im Künstler-Club in Sankt Petersburg erfolgt die Uraufführung der Oper Der Sohn des Mandarin von César Cui.
- 28. Dezember: Am Théâtre des Folies Dramatiques in Paris wird Jacques Offenbachs Opéra-comique Madame Favart uraufgeführt.

Weitere Uraufführungen
- Richard Genée: Die letzten Mohikaner (Operette)
- Charles Gounod: Polyeucte (Oper)
- Carl Michael Ziehrer: König Jerôme oder Immer lustig (Werk teilweise verschollen)

## Geboren

### Januar bis Juni
- 01. Januar: Edwin Franko Goldman, US-amerikanischer Komponist und Dirigent († 1956)
- 06. Januar: Adeline Genée, dänische Ballett-Tänzerin († 1970)
- 17. Januar: Nap de la Mar, niederländischer Kabarettist und Schauspieler († 1930)
- 23. Januar: Harry Steier, deutscher Opernsänger (Tenor) († 1936)
- 23. Januar: Rutland Boughton, englischer Komponist († 1960)
- 28. Januar: Walter Kollo, deutscher Komponist († 1940)
- 10. Februar: Albin Frehse, deutscher Hornist und Professor († 1973)
- 15. Februar: Jens Jacob Aarsbo, dänischer Bibliothekar und Musikschriftsteller († 1944)
- 22. Februar: Mally Werkenthin, deutsche Opernsängerin († 1918)
- 22. Februar: Paul Wiggert, deutscher Kammermusiker und Komponist († 1919)
- 28. Februar: Artur Kapp, estnischer Komponist († 1952)
- 28. Februar: Emmanuel Metter, russischer Dirigent († 1941)
- 01. März: Gabriel Dupont, französischer Komponist († 1914)
- 01. März: Max Hess, deutscher Hornist († 1975)
- 08. März: Xenija Alexandrowna Erdeli, russische bzw. sowjetische Harfenistin und Hochschullehrerin († 1971)
- 11. März: René Vierne, französischer Organist und Komponist († 1918)
- 12. März: Sepp Amschl, österreichischer Lehrer und Komponist († 1943)
- 12. März: Joseph Gustav Mraczek, deutscher Geiger, Komponist, Dirigent und Musiklehrer tschechischer Herkunft († 1944)

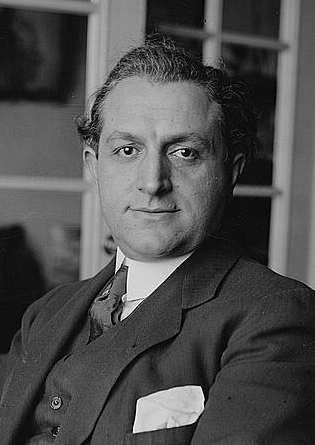
Pasquale Amato; * 21. März

- 21. März: Pasquale Amato, italienischer Sänger († 1942)
- 22. März: Jean Strauwen, belgischer Komponist und Dirigent († 1947)

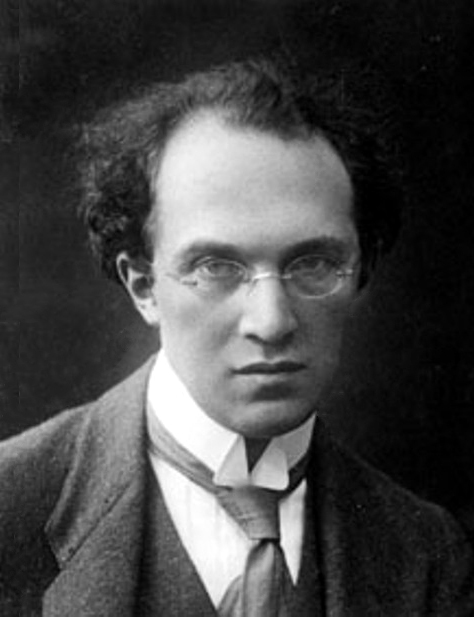
Franz Schreker; * 23. März

- 23. März: Franz Schreker, österreichischer Komponist († 1934)
- 27. März: Wilhelmine Brigitta Schaible, deutsche evangelisch-lutherische Schriftstellerin geistlicher Lieder († 1950)
- 29. März: Émile Chaumont, belgischer Geiger und Musikpädagoge († 1942)
- 02. April: Antun Dobronić, kroatischer Komponist († 1955)
- 06. April: Carl Ehrenberg, deutscher Komponist († 1962)
- 08. April: Rudolf Nelson, deutscher Musiker, Pianist, Komponist und Theaterdirektor († 1960)
- 12. April: Robert Pracht, deutscher Schulmusiker und Komponist († 1961)
- 12. April: Emma Trentini, US-amerikanische Sängerin italienischer Herkunft († 1959)
- 25. April: Theodore Holland, englischer Komponist und Musikpädagoge († 1947)
- 06. Mai: Edward Clark, US-amerikanischer Schauspieler und Songwriter († 1954)
- 06. Mai: Harry Farjeon, britischer Komponist († 1948)
- 15. Mai: Francesc Pujol i Pons, katalanischer Komponist, Dirigent und Musikwissenschaftler († 1945)
- 25. Mai: Bill Robinson, US-amerikanischer Steptänzer († 1949)
- 14. Juni: Jeanne Beijerman-Walraven, niederländische Komponistin († 1969)
- 25. Juni: Jean Gallon, französischer Komponist und Kompositionslehrer († 1959)
- 26. Juni: Albert Siklós, ungarischer Komponist († 1942)

### Juli bis Dezember
- 27. Juli: Béatrice La Palme, kanadische Sängerin, Geigerin und Musikpädagogin († 1921)
- 02. August: August Högn, deutscher Komponist und Historiker († 1961)
- 03. August: Constantino Gaito, argentinischer Komponist, Dirigent und Pianist († 1945)
- 18. August: Fritz Brun, Schweizer Komponist († 1959)

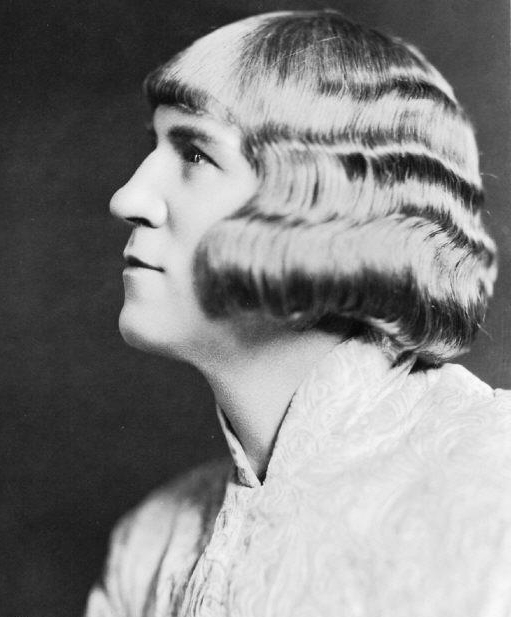
Edward Johnson; * 22. August

- 22. August: Edward Johnson, kanadischer Sänger und Operndirektor († 1959)
- 27. August: Enrique Saborido, argentinischer Tangogeiger, Tangopianist, Tangokomponist und Tangotänzer († 1941)
- 01. September: Tullio Serafin, italienischer Dirigent († 1968)
- 04. September: Adolph Boehm, deutscher Komponist († 1911)
- 10. September: Johann Jakob Nater der Jüngere, Schweizer Organist und Hochschullehrer († 1972)
- 11. September: Charles W. Harrison, US-amerikanischer Tenor († 1965)
- 17. September: Vincenzo Tommasini, italienischer Komponist († 1950)
- 18. September: Józef Jarzębski, polnischer Geiger und Musikpädagoge († 1955)
- 29. September: Willem Willeke, niederländisch-amerikanischer Cellist, Pianist und Musikpädagoge († 1950)
- 02. Oktober: George Dorrington Cunningham, englischer Organist und Musikpädagoge († 1948)
- 12. Oktober: Achille Philip, französischer Organist und Komponist († 1959)
- 16. Oktober: Georg Schneider, deutscher Komponist, Kirchenmusiker und Lehrer († 1958)
- 17. Oktober: Henri Mulet, französischer Organist und Komponist († 1967)
- 18. Oktober: Miguel Llobet, spanischer Gitarrist und Komponist († 1938)

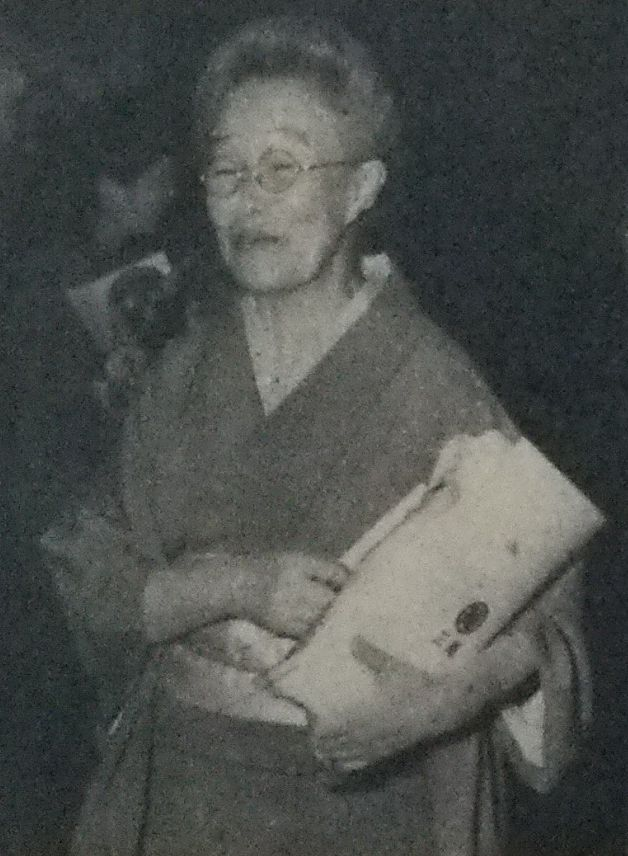
Ando Ko; * 6. Dezember

- 28. Oktober: Conrado del Campo, spanischer Komponist, Violinist und Musikpädagoge († 1953)
- 01. November: Gustave Labelle, kanadischer Cellist, Komponist und Musikpädagoge († 1929)
- 13. November: Reinhard Oppel, deutscher Musikwissenschaftler, Komponist und Musikpädagoge († 1941)
- 17. November: George MacFarlane, US-amerikanischer Sänger und Schauspieler († 1932)
- 03. Dezember: Nikolai Michailowitsch Danilin, russischer und sowjetischer Chorleiter, Dirigent und Musikpädagoge († 1945)
- 06. Dezember: Andō Kō, japanische Violinistin († 1963)

### Genaues Geburtsdatum unbekannt
- Sofia Spanoudi, griechische Pianistin, Musikpädagogin, -kritikerin und -wissenschaftlerin († 1952)
- Émile Taranto, kanadischer Geiger, Musikpädagoge und Komponist († 1936)
- Cora Tracey, kanadische Sängerin († nach 1960)
- Richard Tronnier, deutscher Musikschriftsteller und Komponist († 1947)

## Gestorben

### Todesdatum gesichert
- 08. Januar: Henry Wilson, US-amerikanischer Komponist (* 1828)
- 27. Februar: Antonio Piatti, italienischer Geiger (* 1801)
- 17. März: Daniel Köhne, dänischer Orgelbauer (* 1828)
- 12. April: François Schubert, deutscher Konzertmeister und Komponist (* 1808)
- 24. April: Albín Mašek, tschechischer Komponist (* 1804)
- 06. Mai: François Benoist, französischer Komponist (* 1794)
- 08. Mai: Théophile Tilmant, französischer Geiger und Dirigent (* 1799)
- 10. Mai: Friedrich Wiedemann, deutscher Orgelbauer (* 1842)
- 02. Juli: François Bazin, französischer Komponist (* 1816)
- 08. Juli: Juan Pedro Esnaola, argentinischer Komponist (* 1808)

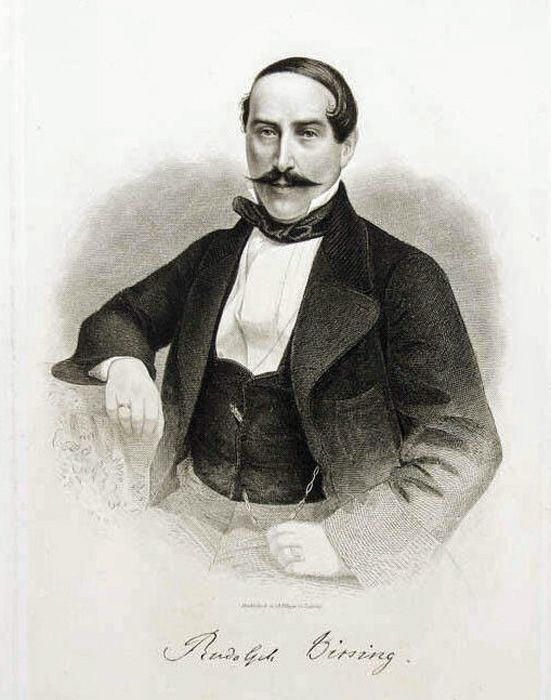
Rudolph Wirsing; † 9. Oktober

- 23. August: Adolf Fredrik Lindblad, schwedischer Komponist (* 1801)
- 05. Oktober: Louise Catharine Harriers-Wippern, königlich preußische Kammersängerin (* 1836)
- 09. Oktober: Rudolph Wirsing, deutscher Schauspieler, Sänger und Theaterdirektor (* 1808)
- 17. November: Adolph Methfessel, deutscher Komponist (* 1807)
- 18. Dezember: Heinrich Proch, österreichischer Komponist (* 1809)
- 24. Dezember: Lucy Anderson, englische Pianistin (* 1797)
- 26. Dezember: Auguste Auspitz-Kolár, österreichisch-böhmische Pianistin und Komponistin (* 1844)
- 26. Dezember: Georgine Schubert, deutsche Schauspielerin und Sängerin (* 1840)
- 28. Dezember: José Bernardo Alcedo, peruanischer Komponist (* 1788)

### Genaues Todesdatum unbekannt
- José Jacinto Cuevas, mexikanischer Komponist, Dirigent und Musikpädagoge (* 1821)